# Urs Bürgler
Urs Bürgler (ur. 23 września 1971) – szwajcarski zapaśnik walczący w stylu klasycznym. Dwukrotny olimpijczyk. Siódmy w Sydney 2000 i jedenasty w Atlancie 1996. Walczył w kategorii 97-100 kg. Cztery razy brał udział w mistrzostwach świata a jego najlepszy wynik to szóste miejsce w 1999. Zajął dziesiąte miejsce w  mistrzostwach Europy w 1995 i 1996 roku.
- Turniej w Atlancie 1996

Przegrał z zawodnikiem Mołdawii Igorem Grabovețchim i Chorwatem Stipe Damjanovićem a wygrał z Muhammadem Nawwarem z Tunezji.
- Turniej w Sydney 2000

Pokonał Australijczyka Bena Vincenta i Południowokoreańczyka Parka U a przegrał z Grekiem Kostasem Tanosem.